# سباستیانو نلا
سباستیانو نلا (به ایتالیایی: Sebastiano Nela) بازیکن فوتبال و اهل ایتالیا است که از سال ۱۹۸۴ میلادی عضو تیم ملی فوتبال ایتالیا بوده و در ۵ بازی ملی حضور داشته‌است. او در بازی‌های ملی‌اش گلی به ثمر نرساند.
سباستیانو نلا آخرین بازی ملی خود را در سال ۱۹۸۷ میلادی انجام داد.